# Parapilocrocis albomarginalis
Parapilocrocis albomarginalis is een vlinder uit de familie van de grasmotten (Crambidae), uit de onderfamilie van de Spilomelinae. De wetenschappelijke naam van deze soort is voor het eerst voorgesteld als Tyspanodes albomarginalis door William Schaus in een publicatie uit 1920.
De soort komt voor in Guatemala, Costa Rica en Panama.